# Leigh Bromby
Leigh David Bromby (Dewsbury, 2 giugno 1980) è un ex calciatore inglese, di ruolo difensore.